# Зінченко Олександр Володимирович
Олександр Володимирович Зінченко (нар. 15 грудня 1996, Радомишль, Україна) — український футболіст, півзахисник і лівий захисник лондонського «Арсеналу» та збірної України. Колишній гравець «Манчестер Сіті», у складі якого став найтитулованішим українським гравцем у європейських чемпіонатах.
Чотириразовий чемпіон Англії. 

## Клубна кар'єра

### Ранні роки
Народився 15 грудня 1996 року в місті Радомишлі на Житомирщині. Футбол був однією з улюблених забав юного Олександра. Його батько Володимир Зінченко, у минулому футболіст, став першим учителем сина та передав йому деякі секрети спортивної майстерності. 1 вересня 2004 у віці 7 років Олександра зарахували в Радомишльську ДЮСШ, він почав виступати за місцеву дитячу команду Радомишльської ДЮСШ «Карпатія», де відрізнявся дуже видовищною та результативною грою в атаці.
Його першим тренером був Сергій Борецький, що багато в чому визначило подальшу долю юного Олександра. Високо оцінивши його, наставник організував Олександру перегляд у фарм-клубі донецького «Шахтаря» ― «Моноліт» (Іллічівськ).

### «Шахтар»
У 16 років Зінченко переїхав до Донецька, де продовжив свою молодіжну практику в місцевому клубі «Шахтар». Там він став капітаном команди у віковій категорії до 19 років. Саме виступами за молодіжну команду донеччан він привернув до себе увагу. У 2013 році, у першому сезоні Юнацької ліги УЄФА молодий гравець записав на свій рахунок гол у грі з англійським «Манчестер Юнайтед». Усього в Юнацькій лізі за склад гірників відіграв сім поєдинків. 2014 року гравцем цікавився російський «Рубін», одначе команда не змогла дійти згоди з агентами гравця.

### «Уфа»
12 лютого 2015 Зінченко уклав угоду з «Уфою». У російській Прем'єр-лізі свій перший виступ провів 20 березня 2015 у програшній (0:2) для «Уфи» грі проти «Краснодару». Олександр вийшов на заміну після перерви й відіграв 45 хвилин матчу. 25 липня 2015 забив свій перший гол у РФПЛ у матчі другого туру проти команди «Ростов» (1:2). 3 грудня 2015 року у 18-му турі чемпіонату Росії між «Зенітом» і «Уфою» на 37-й хвилині матчу точним ударом головою вивів свою команду вперед.
Почали ходити чутки, що Зінченком цікавляться «Рома», «Боруссія» (Дортмунд), «Динамо» і «Шахтар».

### «Манчестер Сіті»
4 липня 2016 підписав контракт на 5 років з англійським «Манчестер Сіті». Дебютував у товариському матчі проти «Баварії», вийшовши з перших хвилин.
Улітку 2016 перейшов на правах оренди до нідерландського ПСВ, за який зіграв у 12 матчах і віддав 3 гольові передачі.
25 лютого 2017 Зінченко разом із «Манчестер Сіті» став володарем Кубка Футбольної ліги 2017/18.
Після повернення до «Манчестер Сіті» ходило багато чуток про новий орендний перехід Олександра. Серед можливих клубів в основному фігурували «Фенербахче» та «Наполі». Але головний тренер Жузеп Гвардіола вирішив залишити молодого українця в стані містян.
Олександр Зінченко дебютував у складі «Манчестер Сіті» у матчі Прем'єр-ліги Англії 14 грудня 2017 року. 21-річний хавбек вийшов на поле на 72-й хвилині гри 17-го туру англійської прем'єр-ліги проти «Суонсі Сіті» (4:0). Гвардіола випустив українця на позицію лівого захисника: за майже 20 хвилин на полі Зінченко був доволі активним та добре вписався у командні дії.
Гвардіола про дебют Зінченка:
|  | Зінченко, безперечно, талановитий гравець. Те, як він грає, які рішення приймає — все чудово. Сподіваюся що Олександр як молодий футболіст допоможе нам у майбутньому. Він залишиться з нами на весь сезон, оскільки у мене є відчуття, що ми будемо його використовувати в подальших поєдинках. |

У 1/2 фіналу Кубку ліги 2018/19 проти «Бертона» на 37-й хвилині забив перший гол у футболці «містян» ударом дугою. 10 лютого 2019 в матчі 26 туру Прем'єр-ліги проти «Челсі» відзначився двома гольовими передачами, віддавши на 13-й хвилині Агуеро, і на 80-й Стерлінгу. Також у сезоні став володарем Кубка англійської ліги, ставши найкращим гравцем матчу проти «Челсі» 0:0 (4:3 по пенальті) за версією Whoscored.
29 травня 2021 року став третім в історії українцем, який зіграв у фіналі Ліги Чемпіонів УЄФА. Отримав найвищу оцінку у своїй команді.

### «Арсенал»
Улітку 2022 року Зінченко перейшов до лондонського «Арсеналу». Сума трансферу склала 35 мільйонів євро. У першому ж офіційному матчі за нову команду українець відзначився результативною передачею. Осінню частину чемпіонату гравець розпочинав як гравець основного складу, але через м'язові пошкодження пропускав матчі у вересні та жовтні.
Після перерви на чемпіонат світу став основним гравцем на лівому фланзі захисту. 18 лютого 2023 року, у матчі проти «Астон Вілли», зумів забити свій дебютний гол за «Арсенал», який також став його дебютним голом в англійській Прем'єр-лізі. 25 лютого, у матчі проти «Лестер Сіті», вивів команду на поле з капітанською пов'язкою. Зінченко став другим після Олега Лужного українцем, який став капітаном «канонірів».
11 листопада 2023 року Зінченко забив гол у ворота «Бернлі». Цей гол став дебютним для Зінченка у сезоні 2023/2024.

## Збірна

### Молодіжні збірні
Свою кар'єру в збірній України розпочав у юнацькій команді у віковій категорії до 16 років, за яку відіграв 4 гри. 2013 року у складі збірної України U-17 років виступив на чемпіонаті Європи для гравців до 17 років і був включений УЄФА до десятки найкращих виконавців за підсумками турніру.

### Євро-2015 серед збірних U-19
2015 року був викликаний до лав збірної України U-19 для участі в матчах групового раунду Євро-2015. Свій виступ на юнацькому Євро-2015 українці розпочали з поразки від господарів турніру — Греції. Наступний матч, у складі з Зінченком, команда програла Франції з рахунком 1:3. Третю відбіркову гру з Австрією українці закінчили з нічийним рахунком і залишили турнір.

### Євро-2016

#### Відбірковий цикл і контрольні матчі
Дебютував за збірну України в матчі проти збірної Іспанії. 29 травня 2016 року у товариському матчі проти збірної Румунії забив свій перший гол за головну національну збірну через три хвилини після виходу на заміну. Він став наймолодшим гравцем в історії збірної, якому вдалося забити гол. Тим самим він перевершив досягнення Андрія Шевченка.

#### Фінальна частина
Перший матч за збірну на Євро-2016 зіграв проти збірної Німеччини, вийшовши на останні хвилини матчу, коли українцям потрібно було забивати й став наймолодшим гравцем збірної, який грав на великих міжнародних турнірах. Вийшов на останні 5 хвилин у матчі проти збірної Північної Ірландії. За цей короткий час, як свідчить статистика, він зробив 7 вдалих корисних дій на полі.

### ЧС-2022

#### Відбірковий цикл і контрольні матчі
На перший матч відбору на чемпіонат світу 2022 року проти Франції Олександр Зінченко вивів збірну України, як капітан, ставши таким чином наймолодшим капітаном в офіційних матчах української національної команди.

## Благодійність
31 травня 2023 року Олександр став амбасадором благодійного фонду United24. Разом з іншим відомим футболістом — Андрієм Шевченком, вони організували матч Game4Ukraine, що відбувся 5 серпня 2023 року на стадіоні Стемфорд Бридж, для збору коштів на відновлення зруйнованих в Україні будівель після вторгнення Росії в Україну.

## Статистика

### Клубна статистика
Статистичні дані наведено станом на 15 січня 2025 року
| Сезон                      | Команда                    | Чемпіонат                  | Чемпіонат | Чемпіонат | Національний кубок | Національний кубок | Національний кубок | Континентальні кубки | Континентальні кубки | Континентальні кубки | Інші змагання | Інші змагання | Інші змагання | Усього | Усього |
| Сезон                      | Команда                    | Ліга                       | Ігор      | Голів     | Ліга               | Ігор               | Голів              | Ліга                 | Ігор                 | Голів                | Ліга          | Ігор          | Голів         | Ігор   | Голів  |
| -------------------------- | -------------------------- | -------------------------- | --------- | --------- | ------------------ | ------------------ | ------------------ | -------------------- | -------------------- | -------------------- | ------------- | ------------- | ------------- | ------ | ------ |
| 2014—2015                  | «Уфа»                      | ПЛ                         | 7         | 0         | КР                 | 0                  | 0                  | —                    | —                    | —                    | —             | —             | —             | 7      | 0      |
| 2015—2016                  | «Уфа»                      | ПЛ                         | 24        | 2         | КР                 | 2                  | 0                  | —                    | —                    | —                    | —             | —             | —             | 26     | 2      |
| Усього за «Уфу»            | Усього за «Уфу»            | Усього за «Уфу»            | 31        | 2         |                    | 2                  | 0                  |                      | —                    | —                    |               | —             | —             | 33     | 2      |
| 2016—2017                  | «ПСВ»                      | ЕРД                        | 12        | 0         | КН                 | 1                  | 0                  | ЛЧ                   | 4                    | 0                    | —             | —             | —             | 17     | 0      |
| Усього за «ПСВ»            | Усього за «ПСВ»            | Усього за «ПСВ»            | 12        | 0         |                    | 1                  | 0                  |                      | 4                    | 0                    |               | —             | —             | 17     | 0      |
| 2016—2017                  | «Йонг ПСВ»                 | ЕЕД                        | 7         | 0         | —                  | —                  | —                  | —                    | —                    | —                    | —             | —             | —             | 7      | 0      |
| Усього за «Йонг ПСВ»       | Усього за «Йонг ПСВ»       | Усього за «Йонг ПСВ»       | 7         | 0         |                    | —                  | —                  |                      | —                    | —                    |               | —             | —             | 7      | 0      |
| 2017—2018                  | «Манчестер Сіті»           | ПЛ                         | 8         | 0         | КА / КЛ            | 1+4                | 0                  | ЛЧ                   | 1                    | 0                    | —             | —             | —             | 14     | 0      |
| 2018—2019                  | «Манчестер Сіті»           | ПЛ                         | 14        | 0         | КА / КЛ            | 4+6                | 0+1                | ЛЧ                   | 5                    | 0                    | —             | —             | —             | 29     | 1      |
| 2019—2020                  | «Манчестер Сіті»           | ПЛ                         | 19        | 0         | КА / КЛ            | 1+2                | 1+0                | ЛЧ                   | 2                    | 0                    | СКА           | 1             | 0             | 25     | 1      |
| 2020—2021                  | «Манчестер Сіті»           | ПЛ                         | 20        | 0         | КА / КЛ            | 1+2                | 0                  | ЛЧ                   | 9                    | 0                    | —             | —             | —             | 32     | 0      |
| 2021—2022                  | «Манчестер Сіті»           | ПЛ                         | 15        | 0         | КА / КЛ            | 4+1                | 0                  | ЛЧ                   | 8                    | 0                    | СКА           | 0             | 0             | 28     | 0      |
| Усього за «Манчестер Сіті» | Усього за «Манчестер Сіті» | Усього за «Манчестер Сіті» | 76        | 0         |                    | 26                 | 2                  |                      | 25                   | 0                    |               | 1             | 0             | 128    | 2      |
| 2022—2023                  | «Арсенал»                  | ПЛ                         | 27        | 1         | КА / КЛ            | 2+1                | 0                  | ЛЄ                   | 3                    | 0                    | —             | —             | —             | 33     | 1      |
| 2023—2024                  | «Арсенал»                  | ПЛ                         | 27        | 1         | КА / КЛ            | 0+2                | 0                  | ЛЧ                   | 6                    | 0                    | СКА           | 0             | 0             | 35     | 1      |
| 2024—2025                  | «Арсенал»                  | ПЛ                         | 8         | 0         | КА / КЛ            | 0+2                | 0                  | ЛЧ                   | 2                    | 0                    | —             | —             | —             | 12     | 0      |
| Усього за «Арсенал»        | Усього за «Арсенал»        | Усього за «Арсенал»        | 62        | 2         |                    | 7                  | 0                  |                      | 11                   | 0                    |               | 0             | 0             | 80     | 2      |
| Всього за кар'єру          | Всього за кар'єру          | Всього за кар'єру          | 188       | 4         |                    | 36                 | 2                  |                      | 40                   | 0                    |               | 1             | 0             | 264    | 6      |

### Матчі за збірну
Станом на 10 червня 2025 року
| Дата       | Місто       | Господарі            | Результат | Гості              | Турнір                                    | Голи | Примітки         |
| ---------- | ----------- | -------------------- | --------- | ------------------ | ----------------------------------------- | ---- | ---------------- |
| 12-10-2015 | Київ        | Україна              | 0 – 1     | Іспанія            | Відбір до ЧЄ 2016                         | -    | 87'              |
| 29-05-2016 | Турин       | Румунія              | 3 – 4     | Україна            | товариський матч                          | 1    | 46'              |
| 03-06-2016 | Бергамо     | Албанія              | 1 – 3     | Україна            | товариський матч                          | -    | 77'              |
| 12-06-2016 | Лілль       | Німеччина            | 2 – 0     | Україна            | ЧЄ 2016                                   | -    | 74'              |
| 16-06-2016 | Ліон        | Україна              | 0 – 2     | Північна Ірландія  | ЧЄ 2016                                   | -    | 83'              |
| 21-06-2016 | Марсель     | Україна              | 0 – 1     | Польща             | ЧЄ 2016                                   | -    | 73'              |
| 05-09-2016 | Київ        | Україна              | 1 – 1     | Ісландія           | Відбір до ЧС 2018                         | -    |                  |
| 06-10-2016 | Конья       | Туреччина            | 2 – 2     | Україна            | Відбір до ЧС 2018                         | -    | 46'              |
| 09-10-2016 | Краків      | Україна              | 3 – 0     | Косово             | Відбір до ЧС 2018                         | -    | 63'              |
| 12-11-2016 | Одеса       | Україна              | 1 – 0     | Фінляндія          | Відбір до ЧС 2018                         | -    | 67'              |
| 15-11-2016 | Харків      | Україна              | 2 – 0     | Сербія             | товариський матч                          | -    | 77'              |
| 02-09-2017 | Харків      | Україна              | 2 – 0     | Туреччина          | Відбір до ЧС 2018                         | -    | 90'              |
| 05-09-2017 | Рейк'явік   | Ісландія             | 2 – 0     | Україна            | Відбір до ЧС 2018                         | -    | 71'              |
| 23-03-2018 | Київ        | Україна              | 1 – 1     | Саудівська Аравія  | товариський матч                          | -    | 65'              |
| 27-03-2018 | Льєж        | Україна              | 2 – 1     | Японія             | товариський матч                          | -    | 80'              |
| 31-05-2018 | Київ        | Україна              | 0 – 0     | Марокко            | товариський матч                          | -    |                  |
| 03-06-2018 | Шкодер      | Албанія              | 1 – 4     | Україна            | товариський матч                          | -    | 70'              |
| 06-09-2018 | Брно        | Чехія                | 1 – 2     | Україна            | Ліга націй УЄФА 2018—2019 - груповий етап | 1    | 66'              |
| 09-09-2018 | Львів       | Україна              | 1 – 0     | Словаччина         | Ліга націй УЄФА 2018—2019 - груповий етап | -    | 71'              |
| 10-10-2018 | Генуя       | Італія               | 1 – 1     | Україна            | товариський матч                          | -    |                  |
| 16-10-2018 | Київ        | Україна              | 1 – 0     | Чехія              | Ліга націй УЄФА 2018—2019 - груповий етап | -    | 86'              |
| 16-11-2018 | Трнава      | Словаччина           | 4 – 1     | Україна            | Ліга націй УЄФА 2018—2019 - груповий етап | -    |                  |
| 20-11-2018 | Анталія     | Туреччина            | 0 – 0     | Україна            | товариський матч                          | -    |                  |
| 22-03-2019 | Лісабон     | Португалія           | 0 – 0     | Україна            | Відбір до ЧЄ 2020                         | -    |                  |
| 25-03-2019 | Люксембург  | Люксембург           | 1 – 2     | Україна            | Відбір до ЧЄ 2020                         | -    |                  |
| 07-06-2019 | Львів       | Україна              | 5 – 0     | Сербія             | Відбір до ЧЄ 2020                         | -    |                  |
| 10-06-2019 | Львів       | Україна              | 1 – 0     | Люксембург         | Відбір до ЧЄ 2020                         | -    |                  |
| 07-09-2019 | Вільнюс     | Литва                | 0 – 3     | Україна            | Відбір до ЧЄ 2020                         | 1    |                  |
| 10-09-2019 | Дніпро      | Україна              | 2 – 2     | Нігерія            | товариський матч                          | 1    |                  |
| 11-10-2019 | Харків      | Україна              | 2 – 0     | Литва              | Відбір до ЧЄ 2020                         | -    |                  |
| 14-10-2019 | Київ        | Україна              | 2 – 1     | Португалія         | Відбір до ЧЄ 2020                         | -    |                  |
| 03-09-2020 | Львів       | Україна              | 2 – 1     | Швейцарія          | Ліга націй УЄФА 2020—2021 - груповий етап | 1    |                  |
| 06-09-2020 | Мадрид      | Іспанія              | 4 – 0     | Україна            | Ліга націй УЄФА 2020—2021 - груповий етап | -    |                  |
| 11-11-2020 | Хожув       | Польща               | 2 – 0     | Україна            | товариський матч                          | -    | 56'              |
| 14-11-2020 | Лейпциг     | Німеччина            | 3 – 1     | Україна            | Ліга націй УЄФА 2020—2021 - груповий етап | -    | 86'              |
| 24-03-2021 | Сен-Дені    | Франція              | 1 – 1     | Україна            | Відбір до ЧС 2022                         | -    |                  |
| 28-03-2021 | Київ        | Україна              | 1 – 1     | Фінляндія          | Відбір до ЧС 2022                         | -    |                  |
| 31-03-2021 | Київ        | Україна              | 1 – 1     | Казахстан          | Відбір до ЧС 2022                         | -    | 89'              |
| 07-06-2021 | Харків      | Україна              | 4 – 0     | Кіпр               | товариський матч                          | 1    |                  |
| 13-06-2021 | Амстердам   | Нідерланди           | 3 – 2     | Україна            | ЧЄ 2020 - груповий етап                   | -    |                  |
| 17-06-2021 | Бухарест    | Україна              | 2 – 1     | Північна Македонія | ЧЄ 2020 - груповий етап                   | -    |                  |
| 21-06-2021 | Бухарест    | Україна              | 0 – 1     | Австрія            | ЧЄ 2020 - груповий етап                   | -    |                  |
| 29-06-2021 | Глазго      | Швеція               | 1 – 2     | Україна            | ЧЄ 2020 - 1/8 фіналу                      | 1    |                  |
| 01-09-2021 | Астана      | Україна              | 2 – 2     | Казахстан          | Відбір до ЧС 2022                         | -    | Вийшов на заміну |
| 08-09-2021 | Пльзень     | Чехія                | 1 – 1     | Україна            | товариський матч                          | -    | Вийшов на заміну |
| 11-11-2021 | Одеса       | Україна              | 1 – 1     | Болгарія           | товариський матч                          | -    | Вийшов на заміну |
| 16-11-2021 | Зениця      | Боснія і Герцеговина | 0 – 2     | Україна            | Відбір до ЧС 2022                         | 1    | Вийшов на заміну |
| 01-06-2022 | Глазго      | Шотландія            | 1 – 3     | Україна            | Відбір до ЧС 2022                         | -    |                  |
| 05-06-2022 | Кардіфф     | Уельс                | 1 – 0     | Україна            | Відбір до ЧС 2022                         | -    |                  |
| 11-06-2022 | Лодзь       | Україна              | 3 – 0     | Вірменія           | Ліга націй УЄФА 2022—2023 - груповий етап | -    | 66' 78'          |
| 14-06-2022 | Лодзь       | Україна              | 1 – 1     | Ірландія           | Ліга націй УЄФА 2022—2023 - груповий етап | -    | 79'              |
| 26-03-2023 | Лондон      | Англія               | 2 – 0     | Україна            | Відбір до ЧЄ 2024                         | -    |                  |
| 09-09-2023 | Вроцлав     | Україна              | 1 – 1     | Англія             | Відбір до ЧЄ 2024                         | 1    | 76'              |
| 12-09-2023 | Мілан       | Італія               | 2 – 1     | Україна            | Відбір до ЧЄ 2024                         | -    | 75'              |
| 14-10-2023 | Прага       | Україна              | 2 – 0     | Північна Македонія | Відбір до ЧЄ 2024                         | -    | 76' 90+6'        |
| 17-10-2023 | Та-Калі     | Мальта               | 1 – 3     | Україна            | Відбір до ЧЄ 2024                         | -    | 87'              |
| 20-11-2023 | Леверкузен  | Україна              | 0 – 0     | Італія             | Відбір до ЧЄ 2024                         | -    | 86'              |
| 21-03-2024 | Зениця      | Боснія і Герцеговина | 1 – 2     | Україна            | Відбір до ЧЄ 2024                         | -    | 76'              |
| 26-03-2024 | Вроцлав     | Україна              | 2 – 1     | Ісландія           | Відбір до ЧЄ 2024                         | -    | 64' 90+3'        |
| 03-06-2024 | Нюрнберг    | Німеччина            | 0 – 0     | Україна            | товариський матч                          | -    |                  |
| 07-06-2024 | Варшава     | Польща               | 3 – 1     | Україна            | товариський матч                          | -    | 46'              |
| 11-06-2024 | Кишинів     | Молдова              | 0 – 4     | Україна            | товариський матч                          | -    | 30'              |
| 17-06-2024 | Мюнхен      | Румунія              | 3 – 0     | Україна            | ЧЄ 2024 - груповий етап                   | -    |                  |
| 21-06-2024 | Дюссельдорф | Словаччина           | 1 – 2     | Україна            | ЧЄ 2024 - груповий етап                   | -    |                  |
| 26-06-2024 | Штутгарт    | Україна              | 0 – 0     | Бельгія            | ЧЄ 2024 - груповий етап                   | -    | 58'              |
| 07-09-2024 | Прага       | Україна              | 1 – 2     | Албанія            | Ліга націй УЄФА 2024—2025 - груповий етап | -    | 81'              |
| 10-09-2024 | Прага       | Чехія                | 3 – 2     | Україна            | Ліга націй УЄФА 2024—2025 - груповий етап | -    | 84'              |
| 19-11-2024 | Тирана      | Албанія              | 1 – 2     | Україна            | Ліга націй УЄФА 2024—2025 - груповий етап | 1    | 69'              |
| 20-03-2025 | Марбелья    | Україна              | 3 – 1     | Бельгія            | Ліга націй УЄФА 2024—2025 - плей-оф       | -    |                  |
| 23-03-2025 | Генк        | Бельгія              | 3 – 0     | Україна            | Ліга націй УЄФА 2024—2025 - плей-оф       | -    | 29'              |
| 07-06-2025 | Торонто     | Канада               | 4 – 2     | Україна            | товариський матч                          | 1    |                  |
| 10-06-2025 | Торонто     | Нова Зеландія        | 1 – 2     | Україна            | товариський матч                          | 1    | 74'              |
| Усього     |             | Матчів               | 73        |                    | Голів                                     | 12   |                  |

## Досягнення

### Командні

#### «Шахтар» U-19
- Срібний призер Чемпіонату України U-19: 2013/14

#### «Манчестер Сіті»
- Чемпіон Англії (4): 2017/18, 2018/19, 2020/21, 2021/22
- Володар Кубка Англії: 2018/19
- Володар Кубка Ліги (4): 2017/18, 2018/19, 201/20, 2020/21
- Володар Суперкубка Англії: 2019[27]
- Фіналіст Ліги чемпіонів УЄФА: 2020/21

#### «Арсенал»
- Володар Суперкубка Англії: 2023

### Особисті
- Найкращий гравець місяця в «Уфі»: 2015 (березень), 2015 (липень).
- Потрапив у список 10 найкращих футболістів Євро-2015 серед збірних до 19 років.
- Наймолодший гравець, який відзначився голом за збірну України.
- Наймолодший футболіст, який грав за збірну України на великих міжнародних турнірах.
- Автор найдовшої серії з перемог з початку кар'єри гравця в історії англійської Прем'єр-ліги: 13 матчів[28].
- Автор рекордної серії з перемог у матчах, в яких брав участь, в історії англійської Прем'єр-ліги (разом з Давідом Сільвою): 23 матчі[29].
- Найкращий гравець «Манчестер Сіті» у лютому 2019 року за версією вболівальників.
- Потрапив у збірну місяця англійської Прем'єр-ліги за версією WhoScored: лютий 2019[30].
- Потрапив у збірну місяця англійської Прем'єр-ліги за версією InStat: лютий 2019[31].
- Потрапив у збірну тижня Ліги чемпіонів за версією WhoScored: 1 раз[32].
- Найкращий гравець місяця в «Арсеналі»: січень 2023, лютий 2023[33][34]
- Автор найкращого голу місяця в «Арсеналі»: лютий 2023[35]

## Факти
- Улітку 2014, коли Зінченко покинув «Шахтар», Олександр підтримував форму в аматорській лізі Москви: його заявили за команду «Азимут Север»[36].

## Особисте життя
Одружений з українською спортивною журналісткою Владою Седан. Пара разом з 2016 року. 1 серпня 2021 року в них народилася донька.